# Thenea wyvillei
Thenea wyvillei är en svampdjursart som beskrevs av William Johnson Sollas 1886. Thenea wyvillei ingår i släktet Thenea och familjen Pachastrellidae.
Artens utbredningsområde är havet kring Filippinerna. Inga underarter finns listade i Catalogue of Life.